# Sevan Mater
Sevan Mater ist ein Luxemburger Heavy-Metal-Label, das seit 2021 Tonträger veröffentlicht. Es ist einerseits auf Wiederveröffentlichungen von Alben bekannter Bands aus den Bereichen Black, Death und Gothic Metal spezialisiert, beispielsweise Naglfar, Grave und Tiamat. Dazu kommen andererseits Erstveröffentlichungen wie Rampspoed & Verdriet von der niederländischen Black-Metal-Band Plaagdrager.

## Veröffentlichungen (Auswahl)
- Antrisch – Expedition I : Dissonanzgrat (2021)
- Dark Fortress – Seance (2022)
- Grave – Exhumed (2022)
- Naglfar – Harvest (2022)
- Paradise Lost – Draconian Times MMXI (2022)
- Plaagdrager – Rampspoed & Verdriet (2022)
- Tiamat – Commandments – An Anthology (2022)
- Vollmond – Wolves in Turmoil (2022)